# 南特植物園

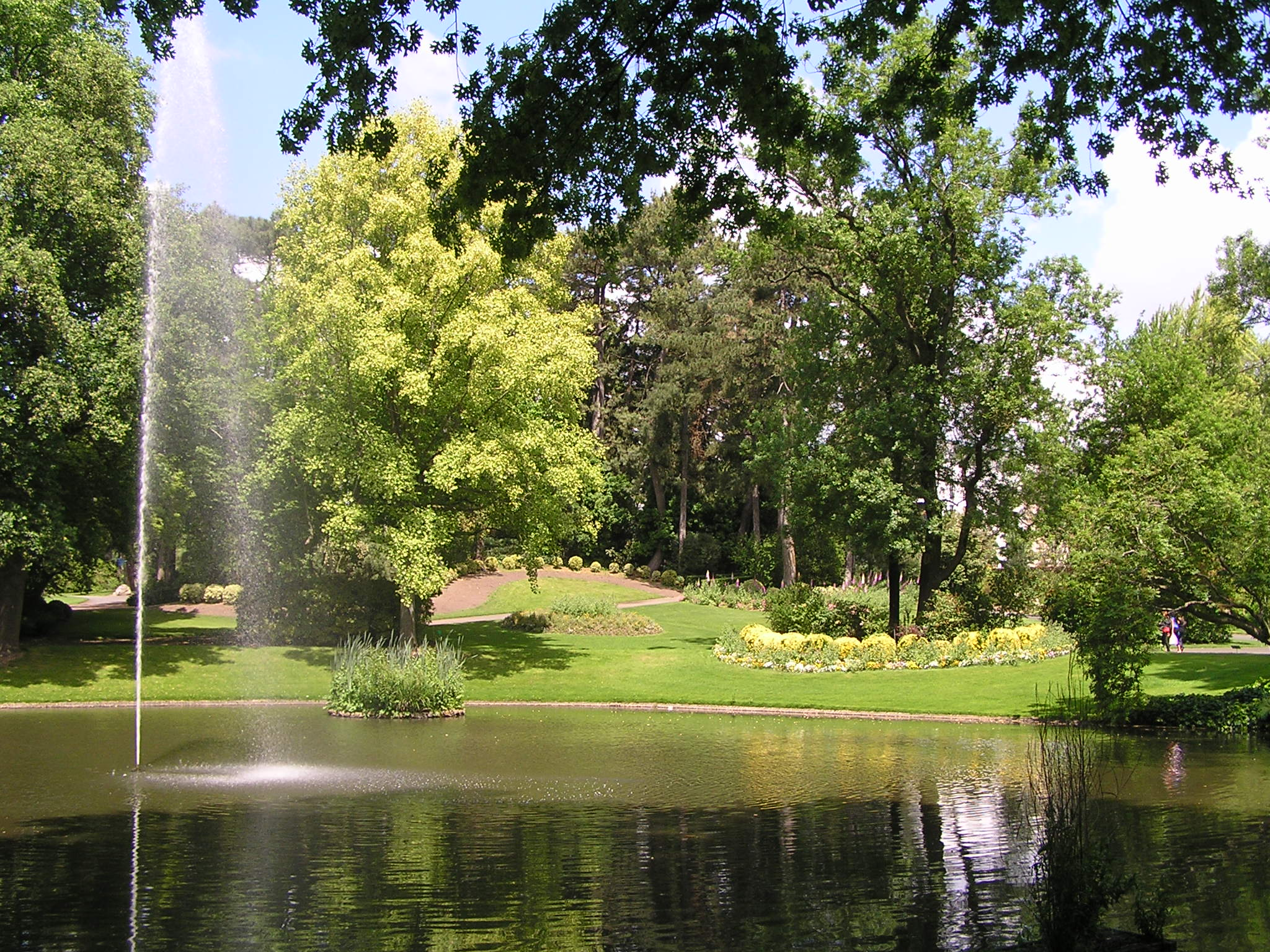
南特植物園

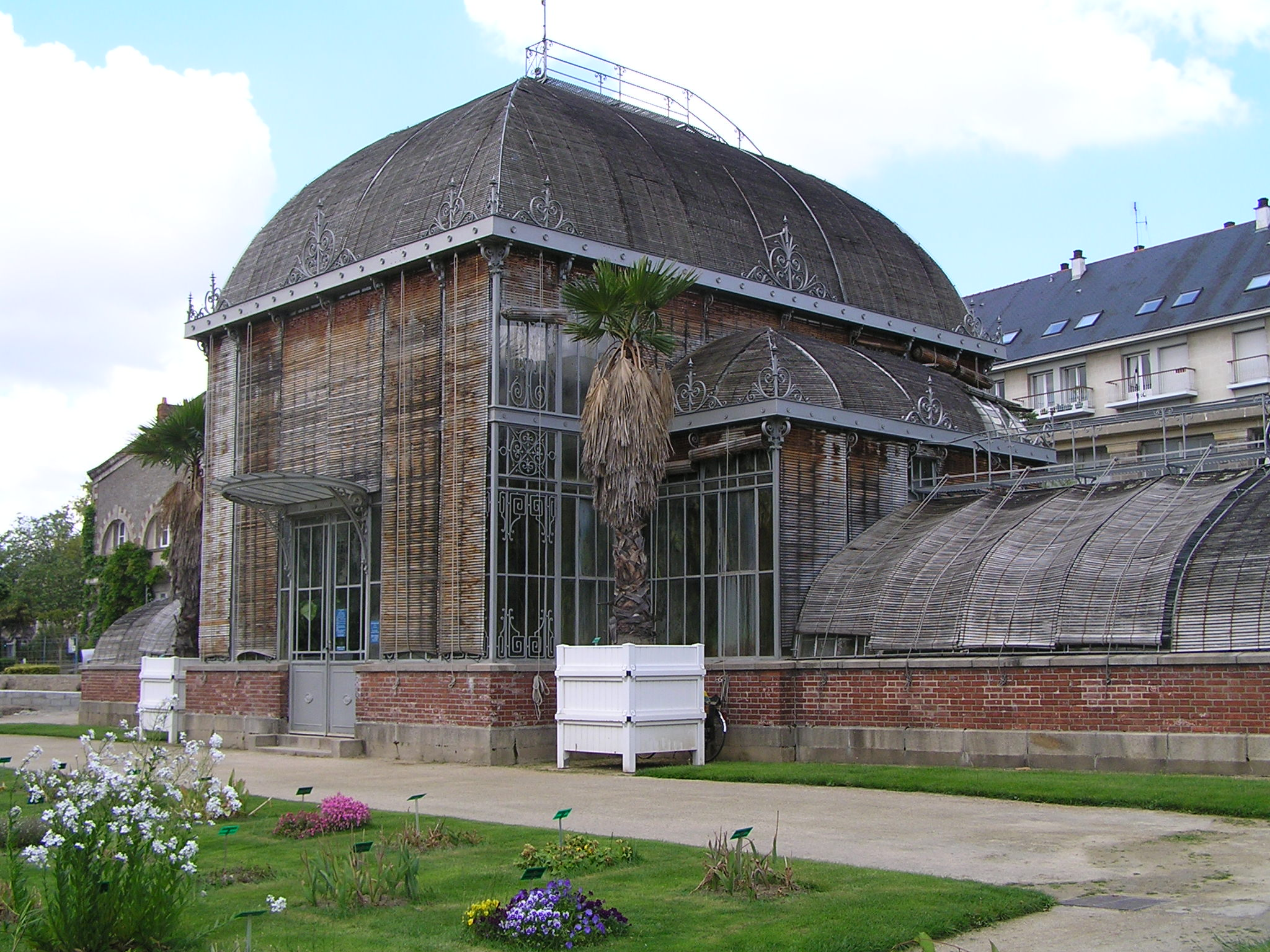
園內的溫室

南特植物園（法文：Jardin des plantes de Nantes）是，位於法國盧瓦爾河地區大西洋盧瓦爾省南特斯坦尼斯博德里街的一個市級植物園，總面積有73280平方米。植物園每天開放，免入場費，但參觀溫室則需要收取費用。
植物園的存在追溯至1688年，初時為全南特最早的植物園，以採集城牆外的藥用植物，其位置鄰近今天的Paré街。隨後，植物園被廢棄，直至1726年重新被用作栽種外來植物的皇家園林。1790年，植物園含有600餘種外品種的植物，但到了1795年減少到不足種。其後，植物園再次被用作栽種藥用植物，直到1877年。
目前園林的建構基於1806年讓‧亞歷山大‧賀可托（Jean Alexandre Hectot）的構想，植物園培育了玉蘭花。1820年，它成為一個市政園林，並在九年後向公眾開放。

## 外部連結
- Jardin des plantes de Nantes
- http://www.seve.nantes.fr/（页面存档备份，存于）
- http://www.parcsetjardins.fr/pays_de_la_loire/loire_atlantique/jardin_des_plantes_de_nantes-719.html（页面存档备份，存于）
- http://www.aujardin.info/fiches/cathie-jardin-nantes.php（页面存档备份，存于）
- http://www.gralon.net/tourisme/parcs-et-jardins/info-jardin-des-plantes-de-nantes-687.htm（页面存档备份，存于）

47°13′10″N 1°32′34″W / 47.21944°N 1.54278°W